# Fontana di piazza Colonna

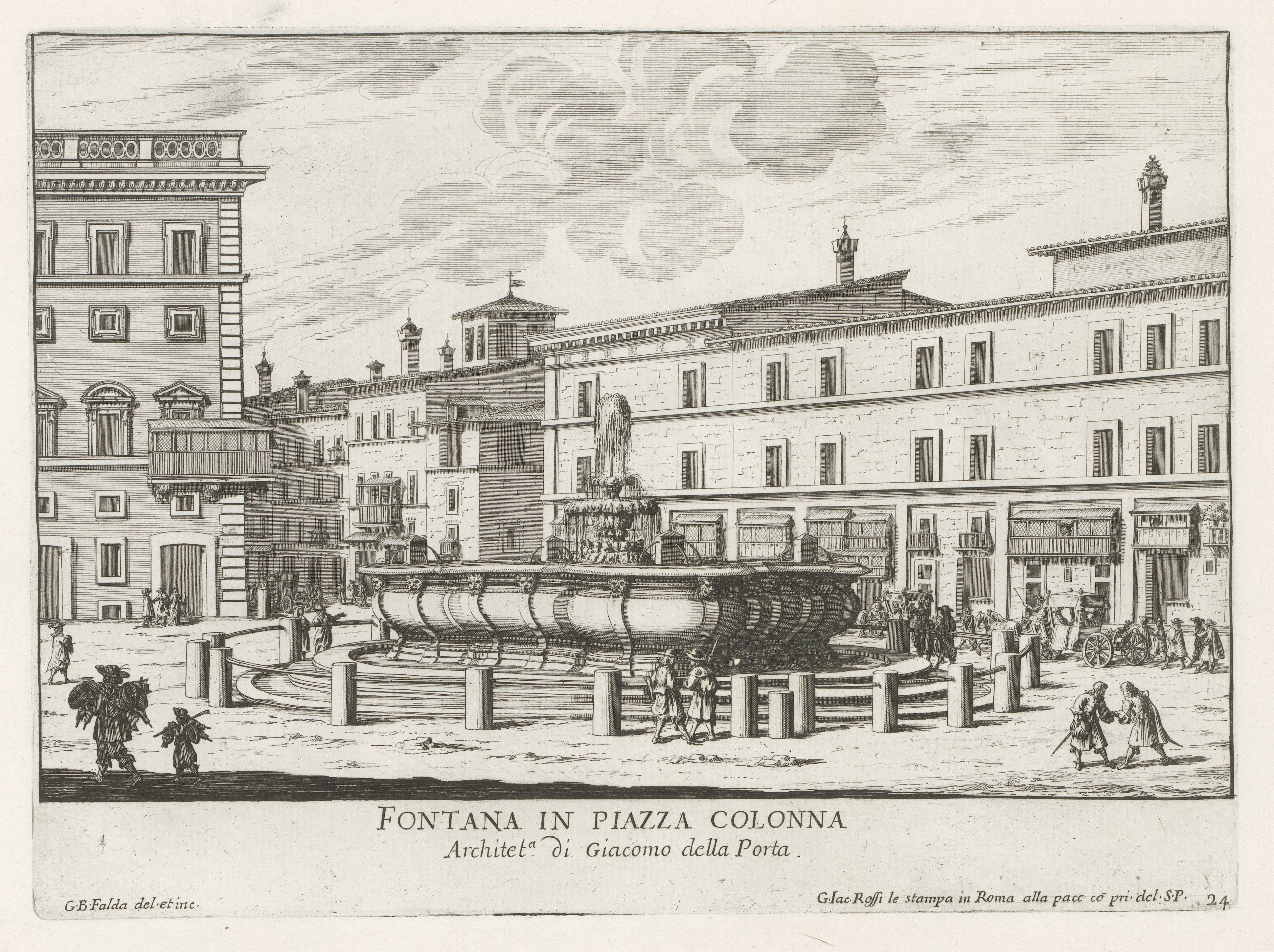
La fontana nel XVI secolo

La fontana di Piazza Colonna si trova a Roma, nell'omonima piazza, a pochi metri dalla Colonna di Marco Aurelio che dà il nome alla piazza stessa.

## Storia
Subito dopo il restauro dell'acquedotto dell'Aqua Virgo, terminato nel 1570, furono iniziati i lavori per una ramificazione sotterranea secondaria del condotto, in modo da raggiungere l'area dell'antico Campo Marzio, tra le zone più popolose di Roma, e venne di conseguenza progettata anche l'edificazione di un certo numero di fontane. Dopo quella di piazza del Popolo e le due alle estremità di piazza Navona (le fontane “del Moro” e “del Nettuno”), su incarico di papa Gregorio XIII, Giacomo Della Porta, nel 1575, progettò anche la fontana di piazza Colonna.
Il progetto originale del Della Porta, di cui esistono i disegni, prevedeva che la fontana fosse molto più vicina alla colonna; a far da sfondo alla fontana, addossata alla base della colonna stessa, avrebbe dovuto esserci, secondo le sue intenzioni, la statua di Marforio, che all'epoca si trovava sul Campidoglio. Ma al papa non piacque il progetto, e non se ne fece nulla.
L'idea si riaffacciò intorno al 1660, quando il papa Alessandro VII incaricò Pietro da Cortona di realizzare una grandiosa mostra dell'Acqua Vergine davanti al palazzo della sua famiglia (i Chigi). Il progetto prevedeva il trasferimento della fontana dellaportiana in piazza Santi Apostoli e la realizzazione di un'ampia struttura colonnata a semicerchio, al centro della quale doveva essere sistemata un'imponente fontana in cui avrebbe dovuto trovare posto Marforio. Alla morte del papa, nel 1666, il progetto venne abbandonato.
Nel 1702 la fontana subì un primo restauro, che però lasciò immutata la struttura salvo per il fatto che il papa dell'epoca, Clemente XI, volle adornare il catino centrale con lo stemma della sua famiglia, la stella a otto punte. Un secondo e definitivo restauro fu effettuato nel 1830: con l'occasione si rimosse la stella di Clemente XI e venne affidata allo scultore Achille Strocchi la realizzazione di un catino centrale più piccolo, in sostituzione di quello dellaportiano, e di due gruppi marmorei raffiguranti conchiglie aperte e delfini con le code intrecciate, posti alle estremità dell'ovale, al posto delle quattro piccole piramidi risalenti al progetto del Della Porta.